# 蹴上インクライン
座標: 北緯35度00分26秒 東経135度47分28秒 / 北緯35.007318度 東経135.791168度
蹴上インクライン（けあげインクライン）は、京都市左京区にあった琵琶湖疏水による舟運ルートの一区間をなす傾斜鉄道（インクライン）。
南禅寺・蹴上間。1891年（明治24年）から1948年（昭和23年）まで実用に供された。国の史跡に指定され（史跡「琵琶湖疏水」のうち）、国宝への指定が答申されている（国宝「琵琶湖疏水施設」のうち、官報告示を経て正式指定となる）。現在は桜並木の観光スポットになっている。

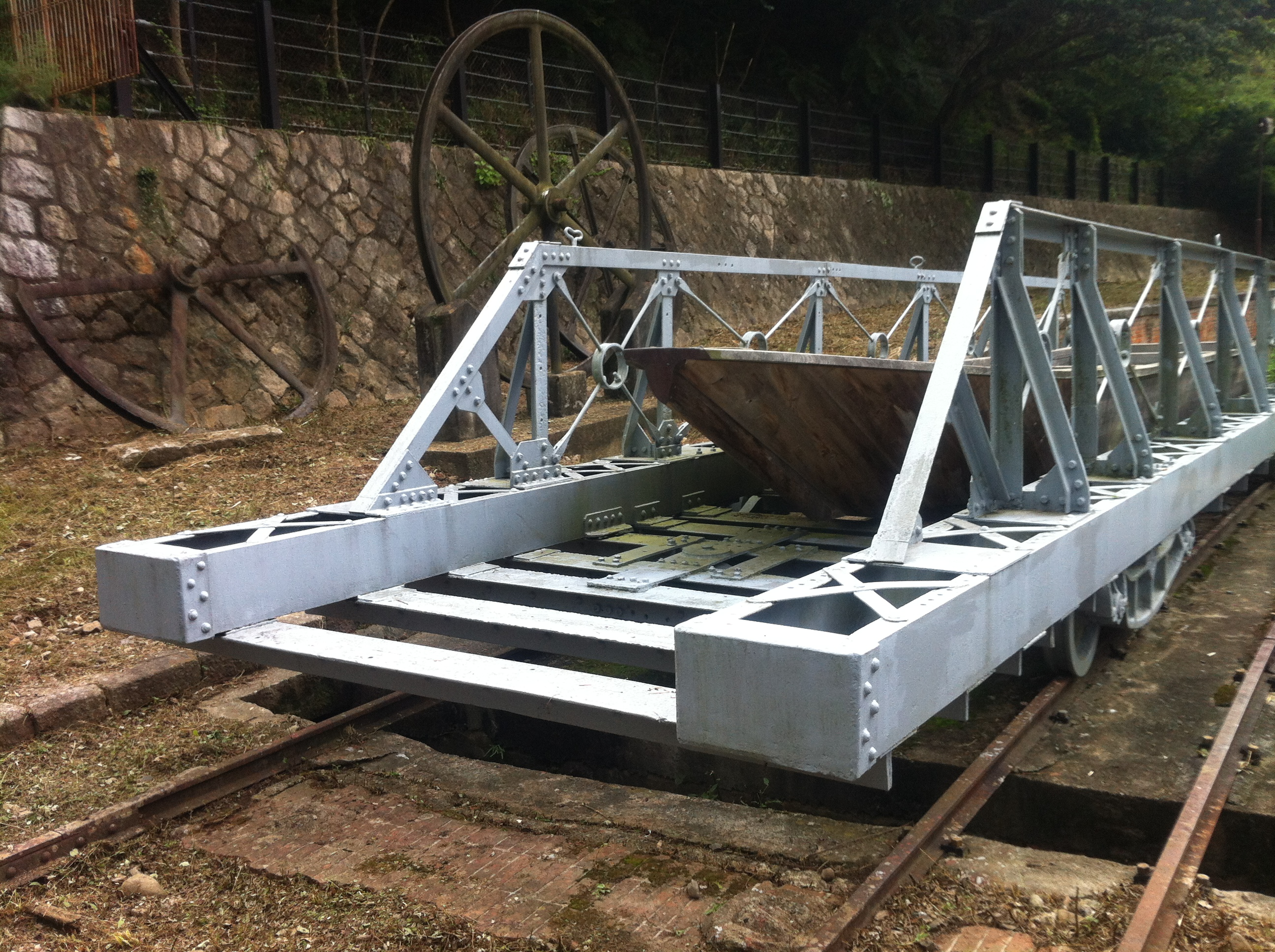
インクラインで使われた台車の復元

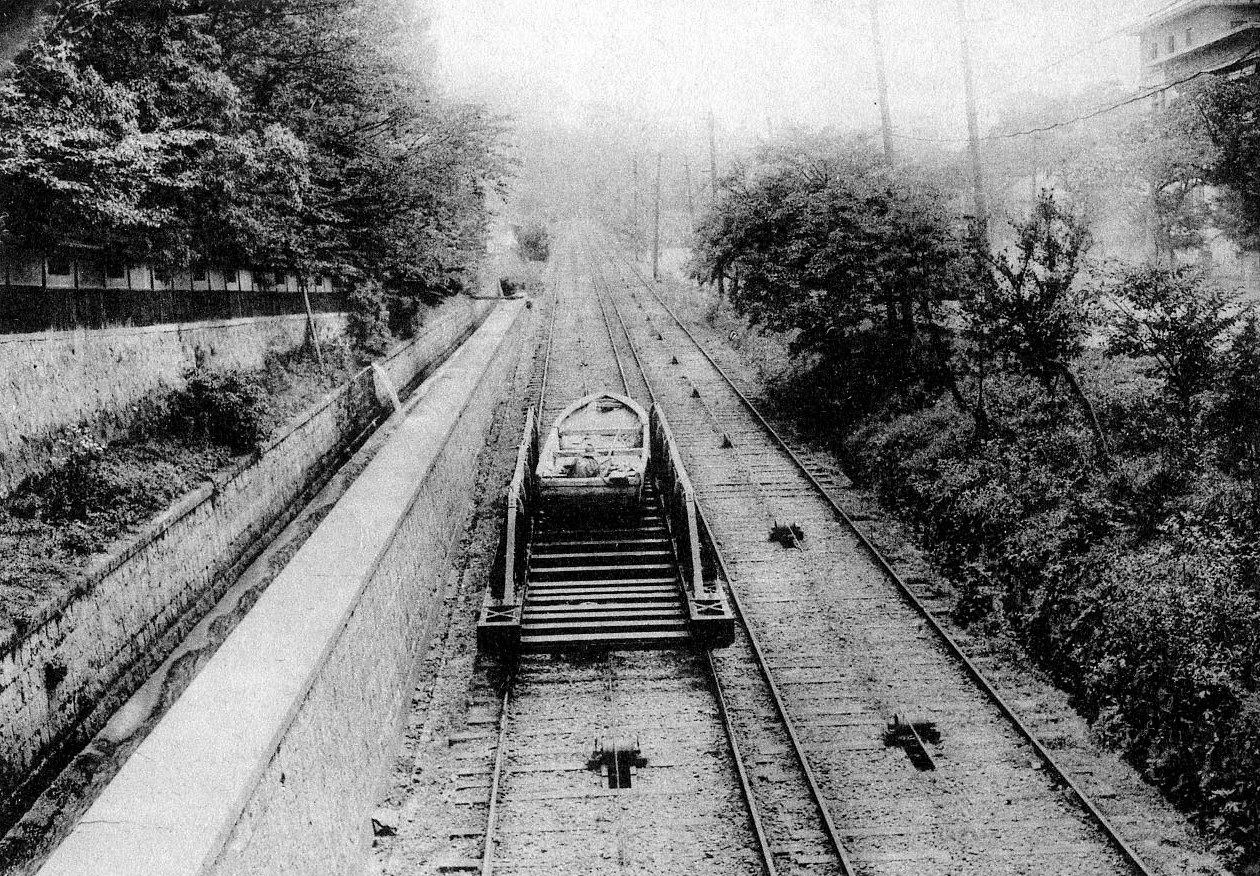
1940年（昭和15年）頃のインクライン。南禅寺入口から見上げる。

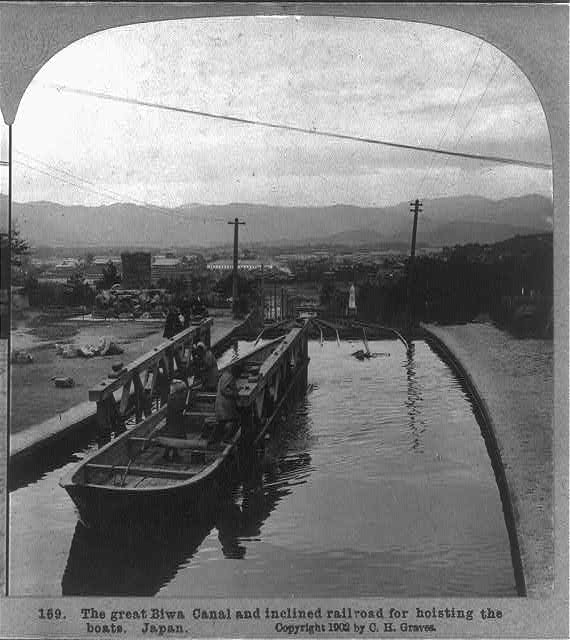
1902年（明治35年）のインクラインと船

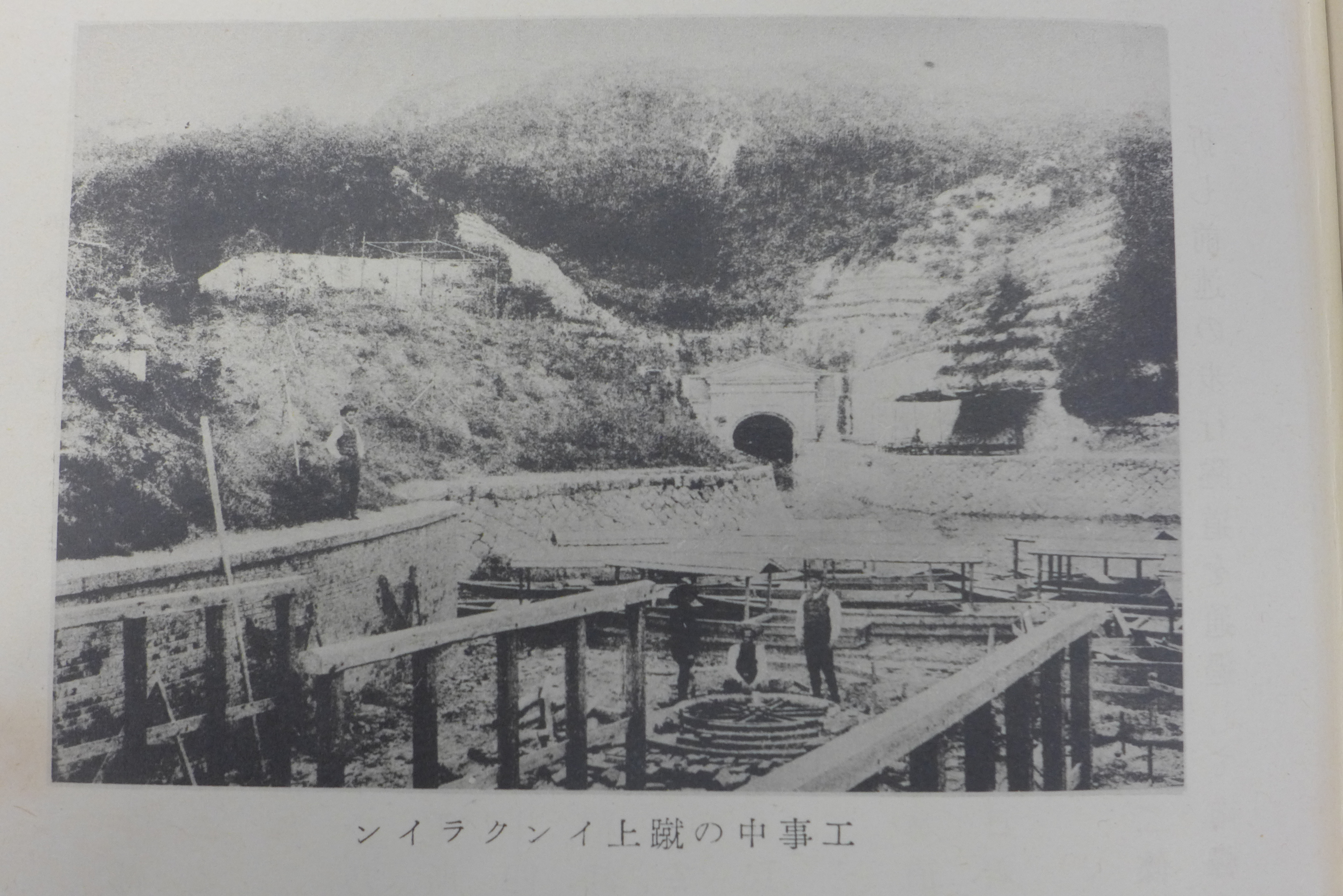
工事中の写真（蹴上船溜り、1890年以前）

## 概要
琵琶湖疏水は京都と大津間の船の輸送を用途の一つとしていたが、落差が大きくそのままでは船が運行できない区間があった。
一般に運河の落差がある場所で船を通行させるには、ロック（閘門）方式、リフト方式、インクライン方式の三つがあり、琵琶湖疏水ではこのうちインクライン方式が採用されていた。
これは勾配のある水路にレールを敷き、その上を走る台車に船を載せ、ケーブルカーのようにケーブルで引っ張り上下させるもので、蹴上インクラインは台車に直接船を載せるドライ式というインクライン方式を使用している。
蹴上インクラインは蹴上船溜りと現在の琵琶湖疏水記念館前の南禅寺船溜りを結ぶ延長640m、軌間2540mm、敷地幅22m、勾配15分の1の路線で、運転用の巻き上げ機は蹴上発電所の電力で運転した。通過時間は10分から15分だった。
昭和期に入ると、鉄道などの交通機関の影響で舟運の利用は大きく減少し、太平洋戦争後の1948年（昭和23年）11月26日に運行を休止した。1960年（昭和35年）3月をもって電気設備も撤去され、完全に稼働を停止する。1973年（昭和48年）以降、送水管を敷設するため残っていたレールも撤去されたが、産業遺産として保存するために復元されることになり、1977年（昭和52年）5月に完成した。現場には復元された台車が2台（それぞれ坂の途中と蹴上船溜りに設置）展示されている。1996年（平成8年）6月19日には国の史跡に指定された。
志賀直哉の代表作として知られる暗夜行路の後篇「第三」では、主人公の時任謙作がお栄とともにインクラインを訪れる描写がある。